# Gabrielle Solis
Gabrielle Solis (nata Marquéz, precedentemente Lang) è un personaggio della serie televisiva Desperate Housewives.

## Caratterizzazione
Gabrielle, la più giovane delle casalinghe, è una donna dinamica ed estroversa, che esprime sempre in modo secco la propria opinione, sebbene la sua mancanza di tatto le valga spesso l'antipatia altrui. Fiera e orgogliosa, nasconde spesso le sue insicurezze e le sue paure dietro questo suo atteggiamento. Ormai abituata a vivere nel lusso grazie alle ricchezze del marito, Gabrielle 
è molto capricciosa, dispettosa e spesso infantile. Dimostra però sempre grande determinazione e forza di carattere quando si trova ad affrontare situazioni difficili. È una donna con un grande senso dell'estetica, e dimostra il suo buon gusto dal vestiario all'arredamento della sua casa, ma è categoricamente negata per quanto concerne qualsiasi mansione casalinga, che è solita delegare alla sua collaboratrice domestica. 
Gabrielle si presenta come una tipica bellezza latina, sempre curatissima e ossessionata dall'abbigliamento firmato.

## Trama
Gabrielle Marquez nasce l'11 febbraio del 1976 a  "Las Colinas" , un paesino fittizio vicino a Guadalajara, in Messico, per poi trasferirsi con la famiglia in Texas. Reduce da una infanzia difficile, segnata dalla prematura morte del padre a causa di un cancro, e della disaffezione della madre con la quale avrà sempre un rapporto difficile, appena adolescente è vittima delle molestie sessuali del patrigno, Alejandro, cui la madre non riesce a credere. Decide quindi poco più che quindicenne di lasciare casa per lavorare nel mondo della moda, in cui riscuote presto grandi successi. Conosce durante una sfilata di moda un uomo d'affari di successo, Carlos Solis, che dopo poco più di tre giorni in cui Gabrielle apparentemente lo disdegna, se ne innamora e le chiede di sposarlo. I due convolano a nozze e Gabrielle lascia per lui le passerelle, ma non riesce a entrare nel ruolo della moglie affezionata. 
Il suo nuovo status di casalinga rende Gabrielle molto insofferente e apatica. Essendo abituata a una vita mondana fatta di sfilate, feste e viaggi, lei in principio detesta il tranquillo contesto provinciale di Fairwiew e all'inizio il suo comportamento arrogante e le sue manie di protagonismo la rendono odiosa agli occhi di Susan, Bree e Lynette. Soltanto dopo aver capito i propri sbagli, ridimensionando il proprio ego e abbandonando la sua maschera di ricca e appariscente donna di città, Gabrielle si unisce alle altre casalinghe. 

### Prima stagione
Gabrielle si è trasferita a Fairwiew da pochi mesi, è una ex-modella ed è sposata con Carlos, ed il loro matrimonio è definito "insipido" dalla voce narrante di Mary Alice. Piena di vitalità ma terribilmente viziata ed egoista, la monotonia della tranquilla Fairwiev e delle lunghe assenze di Carlos, la portano a iniziare una relazione extraconiugale con il giovanissimo giardiniere John Rowland. Il marito, all'oscuro di ciò che accade, incomincia ad avere sospetti sulla fedeltà della moglie e chiede aiuto alla madre Juanita, che già nutre forte ostilità nei riguardi della nuora, peraltro contraccambiata. Juanita riesce a scoprire della relazione di Gabrielle ma prima di poterlo dire al figlio viene investita da un'auto pirata; a causa dell'incidente Juanita entra in coma e muore portandosi nella tomba il segreto di Gabrielle. Carlos, intanto, finisce sotto processo per frode fiscale, Gabrielle è fermamente convinta della sua innocenza, salvo poi scoprire dallo stesso marito che lui è veramente coinvolto quando le chiede di distruggere alcune prove, con sua grande delusione. L'uomo è ancora ossessionato dalla paternità e chiede insistentemente un figlio alla moglie, che invece rifiuta categoricamente. Per riuscire ad avere un figlio, Carlos sostituisce le pillole anticoncezionali di Gabrielle, riuscendo nel piano di metterla incinta. Tuttavia è possibile che il bambino portato in grembo da Gabrielle sia di John. Quando Gabrielle scopre la verità sulla sua gravidanza è quasi sul punto di lasciare Carlos, che poco dopo scoprirà nell'aula di un tribunale, dallo stesso John, la relazione della moglie mettendo così in crisi il loro matrimonio.

### Seconda stagione
Dopo che Carlos viene arrestato e Gabrielle ha interrotto la sua relazione con John, la donna sembra aver accettato l'idea di diventare madre ma, dopo essere stata aggredita nella propria abitazione da Caleb Applewhite, Gabrielle perde il bambino. Gabrielle sarà più addolorata della perdita di quanto ella stessa voglia ammettere. Uscito dal carcere Carlos ha acquisito una nuova profonda fede, grazie all'opera di evangelizzazione delle carceri attuata da suor Mary, una graziosa novizia, di cui Gabrielle diventa immediatamente gelosa.
Carlos e Gabrielle tentano ancora di avere un bambino, ma per vie alternative, dato che in seguito all'aborto una nuova gravidanza sarebbe troppo rischiosa per la salute di Gabrielle. All'ufficio adozioni cittadino lavora Helen Rowland, la madre di John, che è a conoscenza di tutti i retroscena della vita dei due coniugi e nutre rancore verso Gabrielle: la via dell'adozione viene quindi loro negata. Tramite un'agenzia privata provano così ad adottare la figlia di una ballerina di lapdance, Libby Collins, la quale però cambia idea continuamente, al punto di riprendersi la bambina quando era già in casa Solis da alcuni di giorni, lasciando Gabrielle col cuore spezzato.
Alla fine i Solis decidono di avere come madre-surrogato del proprio bambino, Xiao-Mei, la loro nuova domestica. Ma alla fine della serie Gabrielle scoprirà che Carlos la sta tradendo proprio con Xiao Mei. Sorprendentemente Gabrielle non perde la calma, ed ordina a Xiao Mei di portare fuori le cose di Carlos, segregandola in casa fino alla nascita del bambino.

### Terza stagione
La serie comincia con il parto di Xiao-Mei, ma il neonato è evidentemente di colore, il che vuol dire che l'inseminazione è stata sbagliata, e Gabrielle e Carlos non sono i genitori. Dopo una lunga serie di litigi e ripicche, Carlos e Gabrielle divorziano pacificamente, e Gabrielle torna ad usare il suo cognome da nubile. Per un breve periodo Gabrielle torna a lavorare come modella. Non essendo riuscita a riottenere il successo sperato, ritornata a Wisteria Lane, incominciano le attenzioni di un misterioso corteggiatore, che si rivelerà essere Zach Young. Gabrielle incomincia ad annoiarsi e insieme al suo personal shopper prepara delle bambine a concorsi di bellezza e conosce Bill, con cui intraprende una brevissima storia. Chiarita la situazione con Zach, con cui avrà solo un rapporto di amicizia, Gabrielle comincerà a frequentare il candidato sindaco Victor Lang, che le chiederà di sposarlo. Contemporaneamente Edie Britt informa l'amica di frequentare Carlos, cosa che Gabrielle non prende affatto bene, arrivando a litigare persino con le sue amiche Susan e Lynette. Nel finale della serie, Gabrielle sposa Victor Lang, solo per scoprire dopo la cerimonia di essere stata usata per accaparrarsi i voti della popolazione Latino-Americana (Gabrielle è di origine messicana). Umiliata, Gabrielle incontra Carlos e i due si scambieranno un bacio appassionato.

### Quarta stagione
Ormai sposata con Victor Lang, Gabrielle continua a vedere di nascosto Carlos. I due avevano pianificato una fuga insieme, ma alla vigilia della partenza il programma è annullato quando Carlos scopre un (finto) tentativo di suicidio da parte di Edie, e decide di starle vicino per il bene di quest'ultima. Nonostante entrambi siano legati a un'altra persona, Carlos e Gabrielle continuano a vedersi affrontando non poche difficoltà. Edie infine viene a scoprire la relazione in corso tra i due e la rivela anche a Victor. Victor porta Gabrielle in barca con l'intenzione di fare chiarezza nel loro rapporto. Gabrielle, sentendosi in colpa, fraintende le sue intenzioni e crede invece che questi voglia aggredirla, così lo colpisce violentemente tanto da credere di averlo annegato. Victor invece è vivo e ricoverato in ospedale finge di aver perso la memoria in seguito all'incidente in yacht e alla caduta in mare. Soltanto a Gabrielle rivela però di ricordare tutto, e le intima di rientrare nel ruolo della moglie fedele per evitare una denuncia penale. Gabrielle decide invece di lasciare la città con Carlos, ma l'imminente arrivo di un tornado a Fairview costringe i due a cambiare i propri piani. Edie, ancora innamorata di Carlos, riesce a sottrarre a Gabrielle i documenti di un conto segreto di Carlos nelle Isole Cayman, ritirati proprio per l'occasione della loro partenza. Il tornado giunge improvviso e Gabrielle è costretta a rifugiarsi in un'intercapedine con Edie (subito dopo che il tornado ha spazzato via i preziosi documenti). Nel frattempo e nonostante il tornado Victor rincorre e minaccia Carlos con una pistola. Nel mentre, un pezzo di staccionata trasportato dal tornado trafigge e uccide Victor ma un sasso scagliato dal vento colpisce Carlos agli occhi rendendolo cieco. La cecità di Carlos non impedisce a Gabrielle di risposarlo. Dopo il matrimonio i due sembrano nuovamente felici. Per problemi economici affittano una camera della loro casa alla giovane Ellie. Ellie nella sua camera riceve però fin troppe visite maschili, tanto da far sospettare ai Solis che questa sia una prostituta. Successivamente la polizia rivela che la loro affittuaria è invece una spacciatrice di droga e che è in corso un'indagine per scoprire i suoi fornitori. Ellie riesce a sfuggire la cattura ma muore per mano dell'ex-marito di Katherine Mayfair, lasciando nelle mani di Gabrielle e Carlos i suoi guadagni, ammontanti a ben 118.000 $ .
La quarta serie si conclude con la visione di cinque anni dopo dove Gabrielle appare come una persona alquanto diversa: madre di due bambine, Celia e Juanita, ormai fuori forma, e impegnata ad affrontare le responsabilità del quotidiano.

### Quinta stagione
Dopo cinque anni dagli eventi della quarta stagione il personaggio di Gabrielle appare profondamente mutato: Gabrielle non è più la donna mondana e capricciosa di un tempo; è profondamente dedita alla famiglia e sembra aver abbandonato ogni vanità, tanto che la sua forma fisica ne ha risentito visibilmente. Ma Gabrielle ha altri pensieri.
Carlos, rimasto cieco, è diventato un apprezzato massaggiatore nel club più esclusivo di Fairwiev. Il lavoro gli rende grandi soddisfazioni ma guadagni misurati. Fra le sue clienti c'è l'anziana Virginia Hildebrand, che apprezza immensamente l'opera di Carlos. La donna gli offre un lavoro come massaggiatore personale, fa costosi regali alle sue bambine e propone di portare tutta la famiglia Solis in viaggio in Europa con lei. Inizialmente i Solis accettano, ma Virginia tenderà a imporsi prepotentemente nella loro vita, tanto che Gabrielle è costretta ad allontanarla, rinunciando a essere nominati eredi universali del suo immenso patrimonio. In seguito Carlos scopre di poter riacquisire la vista e si sottopone ad un'operazione. Il fisico di Gabrielle è però molto cambiato a causa delle due gravidanze e dalla sua trascuratezza, quindi la donna decide di ritornare in forma per suo marito. Quando riacquista la vista Carlos si accorge che negli ultimi cinque anni Gabrielle ha avuto una vita piena di sacrifici; il suo guardaroba era quasi completamente vuoto, le sue scarpe erano dimezzate, e aveva venduto tutti i gioielli di valore.
Gabrielle persuade Carlos a riprendere la professione finanziaria, accettando l'offerta di un amico, Bradley, di un lavoro molto ben retribuito presso la sua azienda. Gabrielle in tempi brevi entra in confidenza con la moglie di questi, Maria, ma si trova, quasi suo malgrado, a nascondere la relazione extra-coniugale di Bradley per avvantaggiare Carlos nel lavoro. Quando Bradley infine confessa alla moglie il tradimento, questa lo colpisce a morte. Carlos diventa così inaspettatamente il nuovo amministratore dell'azienda.

Alla morte di Edie avvenuta nell'incidente stradale, Gabrielle ricorda la loro sfida giocosa alle conquiste maschili, in cui Gabrielle trionfò per aver ricevuto molti più drink dagli uomini. Inoltre ricorda di come Edie le disse di avere la consapevolezza di non vivere oltre i 50 anni, e la tragica previsione si avvera. 

Alla fine della quinta stagione ospita in casa la giovane nipote di Carlos, Ana, di cui tutti i parenti si sono voluti liberare. Dopo l'iniziale reticenza Gabrielle rivede in Ana la sua adolescenza e decide di prendersi cura della ragazza, e affrontare le problematiche conseguenti, come l'indole superficiale di Ana e il suo atteggiamento cinico e opportunista verso il sesso maschile.

### Sesta stagione
Nella sesta stagione Gabrielle è ancora alle prese con Ana. Diventa ufficialmente, insieme a Carlos, la sua tutrice, decidendo di garantire alla nipote la stabilità che in adolescenza lei stessa non ha potuto avere. Inoltre litiga con Lynette perché la donna ha nascosto a Carlos la sua gravidanza e non si è fidata nemmeno di lei. Carlos licenzia Lynette e questa avvia una rappresaglia legale, non sapendo però che Gabrielle ha già convinto Carlos a riassumerla. Quando il legale di Lynette si presenta a casa Solis, Gabrielle taglia i ponti con l'amica e le due arrivano a bisticciare durante il concerto natalizio organizzato da Bree. Poco dopo però un aereo si schianta su Wisteria Lane e Lynette si getta a proteggere Celia, mettendo a rischio la sua gravidanza. Carlos e Gabrielle si rendono conto di dovere la salvezza di Celia a Lynette, che nell'incidente ha perso uno dei gemelli che portava in grembo. Avviene così la loro riconciliazione definitiva. In seguito Carlos e Gabrielle ascoltano per caso un discorso dei Bolen che allude a pericoli ed eventi poco chiari. Gabrielle decide di mandare via Ana per tenerla lontana da Danny Bolen. Riesce a farla assumere come modella a New York, ma Danny la segue e così Angie la convince a partire con lei per ritrovare i ragazzi, che sembrano essere scomparsi. Arrivata a New York, Gabrielle ritrova le sue ex colleghe Heidi Klum e Pavlína Pořízková, e riceve da queste un trattamento inaspettatamente ostile. Ripercorrendo la sua vita nel mondo delle passerelle Gabrielle si rende conto che il suo carattere capriccioso e arrogante avrebbe probabilmente posto ben presto fine alla sua carriera, anche senza il matrimonio con Carlos. Ritrovata la nipote Ana Gabrielle la convince a non seguire il suo esempio, ma a essere più umile e ben disposta verso gli altri. Durante il viaggio di ritorno, Angie si apre con Gabrielle, rivelandole il suo passato e la minaccia del suo ex compagno malvivente, padre naturale di Danny,  che grava sulla sua famiglia. L'amicizia con Angie la porterà incontro a guai seri: la Bolen infatti viene segregata a casa sua dall'ex compagno Patrick Logan, in cerca di vendetta. La donna riesce a chiedere aiuto a Gabrielle tramite un biglietto nascosto in una teglia di lasagne al forno. Gabrielle quindi corre da Nick (ricoverato in ospedale dopo essere stato investito da Logan) e lo porta via in macchina. L'uomo però si addormenta per effetto della morfina e Gabrielle si vede costretta ad entrare in casa di Angie per liberare Danny. Patrick Logan resta ucciso dalla bomba con cui voleva uccidere Danny e così i Bolen sono finalmente salvi. Alla fine Gabrielle li accompagna alla stazione dei pullman, dove dà loro del denaro e li saluta per sempre. Nelle ultime scene del finale di stagione Bree decide di confessare a Gabrielle la verità riguardo all'incidente che causò la morte della madre di Carlos dieci anni prima.

### Settima stagione
La settima stagione si apre con Bree che confessa a Gabrielle che alla guida dell'auto che investì la suocera c'era suo figlio Andrew; Gabrielle consiglia a Bree di non dire niente al marito. Carlos si vede costretto a rivelare alla moglie che Juanita non è la vera figlia dei Solis: un'infermiera mentalmente instabile l'ha scambiata alla nascita con la loro figlia naturale; Gabrielle inizialmente accetta la volontà di Carlos di rinunciare alle indagini, considerando Juanita loro figlia a tutti gli effetti, ma ben presto si rende conto di non poter vivere senza conoscere l'identità della bambina che ha dato alla luce. Tramite un investigatore rintraccia così Grace, cresciuta da una coppia non benestante ma piena di affetto; le due famiglie si incontrano e cominciano a frequentarsi, ma i Sanchez sono senza permesso di soggiorno e sono improvvisamente costretti a lasciare l'America. Per Gabrielle la sparizione di Grace è un trauma tanto che sviluppa un'affezione ossessiva per una bambola creata sulle sembianze della bambina. Una sera Carlos e Gabrielle escono a cena e un rapinatore ruba loro l'auto, con dentro la bambola, Gabrielle subisce una vera crisi emotiva, dunque Carlos decide di farla visitare da un terapista. Durante la terapia Gabrielle affronta i problemi della sua adolescenza causati dall'abuso del patrigno, e dopo ciò supera il trauma di separazione da Grace. Andrew confessa a Carlos la verità sulla madre, Carlos lo perdona ma impone a Gabrielle di non frequentare più Bree, la moglie non è d'accordo e dunque lei e le bambine si trasferiscono da Bree, ma quest'ultima la convince che la cosa giusta da fare sia quella di sostenere il marito, quindi se pur riluttante ritorna da Carlos e pone un freno alla sua amicizia con Bree. Successivamente si scopre che il patrigno che da giovane aveva molestato Gabrielle non è morto. Nel finale questi torna a Wisteria Lane per molestarla nuovamente: Carlos arriva in casa e trova Alejandro in procinto di aggredire Gabrielle e lo colpisce a morte. Su iniziativa di Bree le quattro amiche decidono nascondere il cadavere e cancellare ogni traccia del delitto, dopo questa esperienza Carlos si riappacifica con Bree.

### Ottava stagione
In seguito alla morte di Alejandro, Bree riceve un biglietto minatorio in cui è minacciata riguardo al delitto, e decide di parlarne solo con Gabrielle, lasciando in disparte Susan e Lynette. Quando le due lo vengono a sapere si arrabbiano per via del segreto, inoltre l'ex ragazzo di Bree, il detective Chuck Vance, inizia a indagare sulla morte di Alejandro, e Bree decide di non dire nulla nemmeno a Gabrielle, ma quando la cosa viene scoperta Gabrielle, Susan e Lynette si arrabbiano con l'amica isolandola. Carlos è sopraffatto dal senso di colpa per l'assassinio e cade nel tunnel dell'alcool, pertanto decide di ritirarsi in un centro di riabilitazione, e Gabrielle si occupa delle figlie da sola. Susan entra in contatto con la famiglia che Alejandro aveva prima di morire, la sua vedova capisce che le abitanti di Wisteria Lene nascondono qualcosa sulla sua sparizione, ma quando Susan e Gabrielle scoprono che Alejandro molestava pure la bambina della sua nuova moglie la convincono a non indagare ulteriormente. Chuck Vance viene ucciso da un pirata della strada, che si scopre essere Orson Hodge, l'ex marito di Bree che aveva mandato quel biglietto minatorio per tenere Gabrielle e le sue amiche lontane da Bree per riconquistarla, ma quando il suo piano viene a galla Gabrielle, Bree e le altre si riappacificano. Carlos esce dalla riabilitazione, ma decide di non tornare al lavoro e di dedicarsi al no-profit per fare del bene, ma Gabrielle egoisticamente non  approva per via del fatto che non vuole rinunciare alla vita di opulenza alla quale è abituata. Il marito di Susan, Mike, muore e le sue amiche cercano di sostenerla, dopo ciò Gabrielle decide di appoggiare Carlos perché non vuole fare lo sbaglio di essere sempre troppo capricciosa. Gabrielle trova un lavoro come personal shopper molto ben pagato, arrivando a guadagnare più di Carlos, cosa che crea non poche diatribe tra i due. La polizia riceve del materiale da Orson in cui Bree appare come l'assassina di Alejandro, la donna viene processata e le sue amiche sono in ansia; Gabrielle non vuole dire la verità su Carlos, anche se questo si ritorcerebbe su Bree, infatti Lynette e Susan accusano l'amica di essere egoista e che da quando è cominciata la storia lei non ha fatto nessun sacrificio. Quando il processo ormai sembrava a sfavore di Bree, Gabrielle decide di prendersi tutta la colpa, ma la loro vicina, Karen McCluskey, ormai in fin di vita per via del cancro decide di assumersi la colpa del reato e il caso si chiude.
Gabrielle ottiene una promozione e dunque passa sempre meno tempo con Carlos, compensando la cosa con dei regali costosi; per attirare l'attenzione della moglie Carlos assume una giardiniera molto attraente; alla fine Gabrielle e Carlos si rendono conto che stavano facendo gli stessi sbagli di molti anni fa e che non vogliono ritornare a quella situazione, quindi decidono di lasciarsi il passato alle spalle. Gabrielle mette in piedi una sua attività e diventa una stilista d'affari di successo, lei e la sua famiglia si trasferiscono in California dove Carlos la sostiene con la sua attività.